# Minatare
La ville américaine de Minatare est située dans le comté de Scotts Bluff, dans l’État du Nebraska. Elle comptait 816 habitants lors du recensement de 2010.

## Histoire
La localité a été fondée en 1887 sous le nom de Tabor et incorporée en 1900.

## Source
- (en) Cet article est partiellement ou en totalité issu de l’article de Wikipédia en anglais intitulé « Gering, Nebraska » (voir la liste des auteurs).